# Onze-Lieve-Vrouw-Hemelvaartkerk (Zandvoorde)

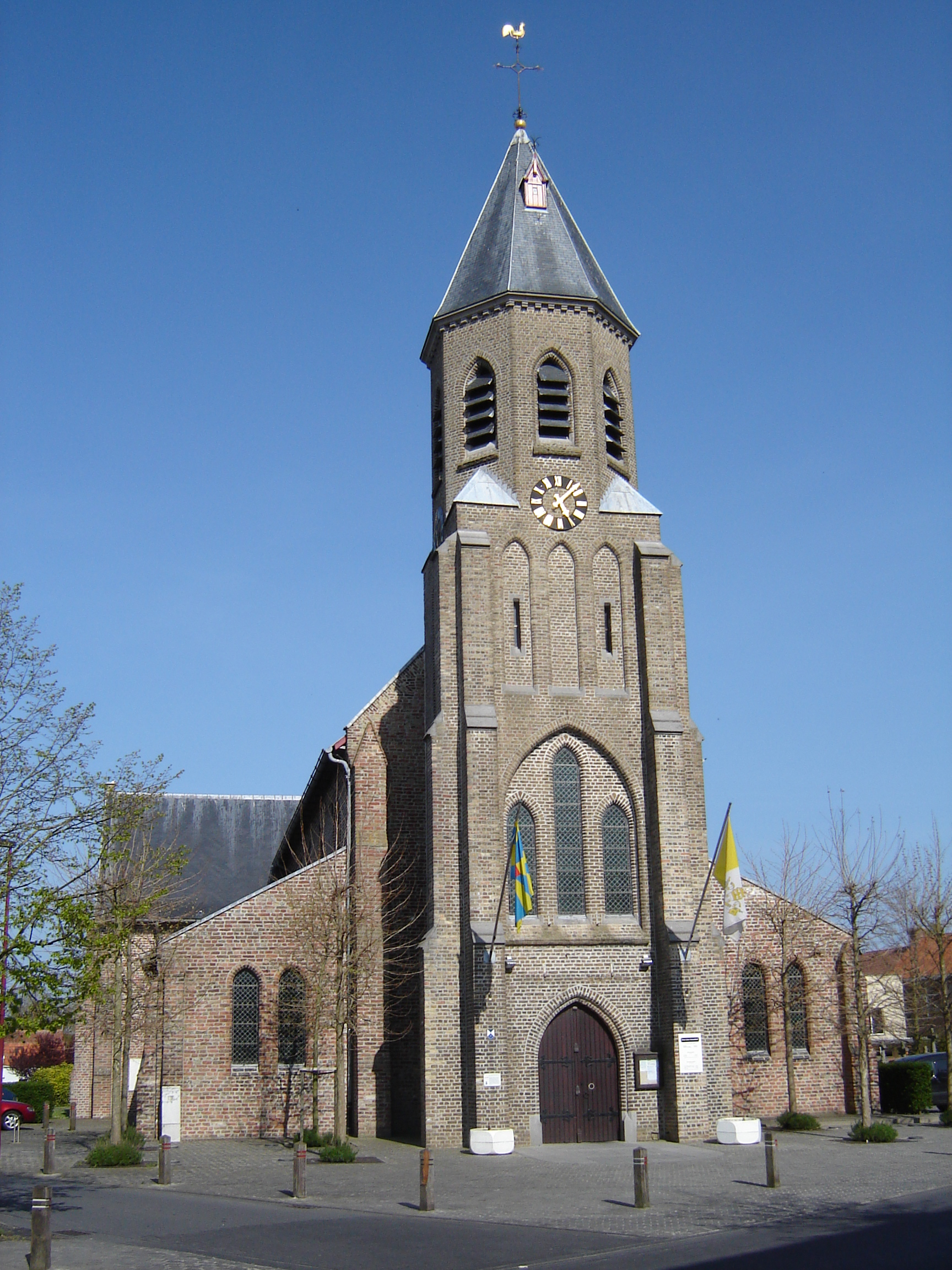
Onze-Lieve-Vrouw-Hemelvaartkerk

De Onze-Lieve-Vrouwekerk is de parochiekerk van de tot de West-Vlaamse gemeente Oostende behorende plaats Zandvoorde, gelegen aan de Zandvoordedorpstraat.

## Geschiedenis
Zandvoorde was in 1185 al een parochie. In de 2e helft van de 13e eeuw was er vermoedelijk een basilicale kruiskerk met vieringtoren. Tussen 1584 en 1604 werd de kerk verwoest. De zijbeuken, het koor en het transept werden daarna gesloopt. De scheibogen werden dichtgemetseld en in 1639 kon de kerk als zaalkerk weer worden gebruikt. In 1895 werd, naar ontwerp van Jules Soete, een nieuwe westtoren gebouwd naar het model van de torens in de kuststreek, dus met vierkante onderbouw en achtkante bovengeledingen. In 1907 werden de zijbeuken gebouwd, naar ontwerp van Thierry Nolf.

## Gebouw
Het betreft een bakstenen kruisbasiliek met voorgebouwde westtoren van 1895. Het hoofdkoor heeft een vlakke sluiting. De scheibogen zijn nog van de 2e helft van de 13e eeuw. Het kerkmeubilair stamt uit eind 19e en begin 20e eeuw.